# Graham Crowden
Clement Graham Crowden (Edimburgo, 30 de novembro de 1922 - Edimburgo, 19 de outubro de 2010) foi um ator escocês. Ele era mais conhecido por suas muitas aparições em filmes de comédia e dramas, muitas vezes atuando como cientista, professor e médico excêntricos.

## Filmografia

### Papéis na televisão
| Ano       | Título                                                                                | Função                     |
| --------- | ------------------------------------------------------------------------------------- | -------------------------- |
| 1957      | Nicholas Nickleby                                                                     | Mr. Pyke                   |
| 1964      | HMS Paradise                                                                          | Commander Shaw             |
| 1964      | Redcap: The Patrol                                                                    | Major Fraser               |
| 1965      | Danger Man:That's Two Of Us Sorry                                                     | Commander Braithwaite      |
| 1970      | Catweazle:The Enchanted King                                                          | Gobbling                   |
| 1971      | The Guardians:The Dirtiest Man in the World                                           | The Dirtiest Man           |
| 1973      | The Adventures of Black Beauty: Goodbye Beauty                                        | Mr. Crevace                |
| 1975      | Porridge: Christmas Special – "No Way Out"                                            | Prison Physician           |
| 1977      | '1990': Decoy                                                                         | Dr. Sondeberg              |
| 1977      | Raffles: Home Affairs                                                                 | Sir Arthur Rumbold         |
| 1979–1980 | Doctor Who: The Horns of Nimon                                                        | Soldeed                    |
| 1982      | The Brack Report                                                                      | Max Challen                |
| 1985      | Bleak House                                                                           | Lord Chancellor            |
| 1986–1988 | A Very Peculiar Practice                                                              | Dr. Jock McCannon          |
| 1986      | All Passion Spent                                                                     | Herbert                    |
| 1990–1994 | Waiting for God                                                                       | Tom Ballard                |
| 1991      | Rumpole of the Bailey                                                                 | Sir Hector MacAuliffe      |
| 1992      | The Alleyn Mysteries: Final Curtain                                                   | Sir Henry Ancred           |
| 1994      | Love on a Branch Line                                                                 | Professor Pollux           |
| 1996      | Gulliver's Travels                                                                    | Professor of Politics      |
| 2000      | The 10th Kingdom                                                                      | Old Retainer               |
| 2001      | Dr. Terrible's House of Horrible (Episode 'Curse of the Blood of the Lizard of Doom') | Professor MacLewton        |
| 2001      | The Way We Live Now                                                                   | The Marquis of Auld Reekie |
| 2002      | Midsomer Murders (Episode Ring Out Your Dead)                                         | Reggie Barton              |
| 2007      | Waking the Dead (Episode Deus ex Machina)                                             | Sir Cyril Barrett          |
| 2008      | Foyle's War (Episode 'Broken Souls')                                                  | Sir John Sackville         |

### Papéis no filme
| Ano  | Titulo                                 | Função                                 | Notas               |
| ---- | -------------------------------------- | -------------------------------------- | ------------------- |
| 1959 | The Bridal Path                        | Man Giving Directions to the Beach     | Sem crédito         |
| 1961 | Don't Bother to Knock                  | Scoutmaster                            | Sem crédito         |
| 1962 | We Joined the Navy                     |                                        | Sem crédito         |
| 1965 | One Way Pendulum                       | Prosecuting Counsel / Caretaker        |                     |
| 1966 | Morgan - A Suitable Case for Treatment | Counsel                                |                     |
| 1968 | If....                                 | History Master: Staff                  |                     |
| 1969 | The File of the Golden Goose           | Smythe                                 |                     |
| 1969 | The Virgin Soldiers                    | Medical Officer                        |                     |
| 1970 | Leo the Last                           | Max                                    |                     |
| 1970 | The Rise and Rise of Michael Rimmer    | Bishop of Cowley                       |                     |
| 1971 | Percy                                  | Alfred Spaulton                        |                     |
| 1971 | The Night Digger                       | Mr. Bolton                             |                     |
| 1972 | Something to Hide                      | Lay Preacher                           |                     |
| 1971 | Up the Chastity Belt                   | Sir Coward de Custard                  |                     |
| 1972 | The Ruling Class                       | Kelso Truscott                         |                     |
| 1972 | The Amazing Mr Blunden                 | Mr. Clutterbuck                        |                     |
| 1973 | O Lucky Man!                           | Stewart / Prof. Millar / Meths Drinker |                     |
| 1973 | The Final Programme                    | Dr. Smiles                             |                     |
| 1974 | The Abdication                         | Cardinal Barberini                     |                     |
| 1974 | The Little Prince                      | The General                            |                     |
| 1974 | Romance with a Double Bass             | Count Alexei                           |                     |
| 1975 | The New Spartans                       |                                        |                     |
| 1977 | Hardcore                               | Lord Yardarm                           |                     |
| 1977 | Jabberwocky                            | Fanatics' Leader                       |                     |
| 1977 | Three Dangerous Ladies                 | The Butler                             | (segmento "A Ilha") |
| 1981 | For Your Eyes Only                     | First Sea Lord                         |                     |
| 1982 | Britannia Hospital                     | Professor Millar                       |                     |
| 1982 | The Missionary                         | The Reverend Fitzbanks                 |                     |
| 1984 | The Company of Wolves                  | Old Priest                             |                     |
| 1985 | Code Name: Emerald                     | Sir Geoffrey Macklin                   |                     |
| 1985 | Out of Africa                          | Lord Belfield                          |                     |
| 1988 | A Handful of Dust                      | Mr. Graceful                           |                     |
| 1996 | The Innocent Sleep                     | George                                 |                     |
| 1998 | The Sea Change                         | Chairman of The Board                  |                     |
| 1998 | I Want You                             | Old Man                                |                     |
| 2002 | Possession                             | Sir George                             |                     |
| 2003 | Calendar Girls                         | Richard                                |                     |